# Колберт, Крис
Кри́с Ко́лберт (англ. Chris Colbert; 27 сентября 1996, Бруклин, Нью-Йорк, США) — американский боксёр-профессионал, который с января 2020 года владеет промежуточным титулом чемпиона мира по версии WBA во втором полулёгком весе.

## Любительская карьера
Начал тренироваться в 13 лет, в 18 лет (2014 год) победил на турнире «Золотые перчатки» в легчайшем весе, в следующем году выиграл национальный турнир в США в полулёгком весе. Рекорд в любителях — 120-6. В 2015 году, будучи на лидирующих позициях в своём весе в сборной США по боксу и главным кандидатом на поездку на Олимпийские игры, отказался от поездки и перешёл в профессионалы, подписав долгосрочный контракт с Элом Хэймоном. Тренер — Арелиано Соса (англ. Aureliano Sosa).

## Профессиональная карьера
Кольбер дебютировал на профессиональном ринге 29 мая 2015 года, одержав победу техническим нокаутом во втором раунде над Маркизом Пирсом (англ. Marquis Pierce) в Барклайс-центре в Нью-Йорке. В 2015 году он провёл ещё три боя, одержав победы в четвёртом раунде TKO над Бенджамином Бургосом (англ. Benjamin Burgos) в июне и победы единогласным решением судей (UD) над Хосе Кармоной (англ. Jose Carmona) и Дерриком Бивинсом (англ. Derrick Bivins) в сентябре и декабре соответственно.
Он бился только один раз в 2016 году, одержав в июне победу над Антонио Дюбозе (англ. Antonio Dubose). После ещё двух побед единогласным решением судей в 2017 году над Вильфредо Гарригой (англ. Wilfredo Garriga) в марте и Титусом Уильямсом (англ. Titus Williams) в ноябре Кольбер победил Остина Дюлея (англ. Austin Dulay) в седьмом раунде (отказ от продолжения боя, RTD) в апреле 2018 года. Его второй и последний бой в 2018 году был победой единогласным решением над Фатью Фассину (англ. Fatiou Fassinou) в сентябре.
Он добился ещё трёх побед в первой половине 2019 года: единогласным решением против Джошуа Эрнандеса (англ. Joshuah Hernandez) в январе; техническим нокаутом (TKO) во втором раунде над Марио Брионесом (англ. Mario Briones) в апреле; и единогласным решением против Альберто Меркадо (англ. Alberto Mercado) в июне.
Его первая попытка завоевать профессиональный титул состоялась 21 сентября 2019 года против двукратного претендента на титул чемпиона мира Мигеля Белтрана-младшего (англ. Miguel Beltrán Jr.) в театре Рабобанк в Бейкерсфилде, Калифорния. Кольбер выиграл бой на 30-й секунде первого раунда нокаутом, и завоевал вакантный титул North America Boxing Association (NABA-USA) в лёгком весе.
18 января 2020 года он единогласным решением победил Хесреэля Корралеса и завоевал титул временного чемпиона мира по версии WBA во втором полулёгком весе.